# Љубинка Рајаковић
Љубинка Рајаковић (Новска, 1951-)је редовни професор на Технолошко-металуршком факултету у Београду. Она је шеф Катедре за аналитичку хемију и контролу квалитета, члан Савета ТМФ-а и члан експертског тима Акредитационог тела Србије. Љубинка је члан Српског хемијског друштва, члан Америчког хемијског друштва (од 1997, с прекидом и у континуитету од 2003). На седници Наставног научног већа ТМФ-а од 29.03.2012. предложена је од стране ТМФ-а за дописног члана САНУ.

## Биографија
Љубинка Рајаковић је рођена у Новској. Дипломирала је на ТМФ-у у Београду на Неорганско-технолошком одсеку, група Технолошка контрола, као стипендиста Универзитета. Магистарски рад из области хидразинометрије је одбранила 1977, а докторски рад из области хемисорпционих метода за пречишћавање воде је одбранила 1986. године. Говори и служи се руским и енглеским језиком.
Удата је од 1974, супруг, др Никола Рајаковић, професор ЕТФ-а у Београду, две ћерке, др Владана, дипл. инг. технологије и Мирна, дипл. менаџер.

### Професор
Љубинка Рајаковић је у звање редовног професора на Технолошко-металуршком факултету изабрана 1998. У оквиру наставне делатности држи наставу из предмета Аналитичка хемија, Електроаналитичке методе, Хемијски сензори и Виши курс аналитичке хемије на мастер и докторским студијама. Аутор је 6 универзитетских уџбеника. Ментор израде 10 докторских дисертација, 8 магистарских теза и више од 30 дипломских радова. Као професор Аналитичке хемије учествовала је у образовању 22 генерације студената који данас као инжењери раде у аналитичким лабораторијама у земљи и иностранству. У периоду од 1987. до 1988. боравила на постдокторском усавршавању на универзитету у Торонту (УофТ), где је учествовала у истраживањима из области хемијских сензора и држала наставу из предмета Инструменталне методе хемијске анализе (одабрана поглавља). У оквиру међународног пројекта о хемијским сензорима остварила је сарадњу са УофТ и Државном технолошком академијом (ВТА) из Вороњежа.

## Научно-истраживачки рад
Научно-истраживачки и стручни рад посвећује развоју физичко-хемијских метода хемијске анализе, доказивању, одређивању и уклањању токсичних елемената и једињења из воде и ваздуха Резултате научних истраживања објавила је у 207 публикација (поглавља у монографијама, научни радови у часописима и зборницима радова). Као сарадник и руководилац учествовала у изради 16 научно-истраживачких пројеката Министарства за науку, технологију и заштиту животне средине РС, 29 стручних пројеката и 3 међународна пројекта (Канада, Русија, ЕУ). Објавила 4 стручне монографије тематски посвећене контроли квалитета, анализи и пречишћавању вода.Резултате научних и стручних истраживања објавила је у више од 240 штампаних радова од којих 78 у међународним часописима (34 у водећим међународним часописима: The Analyst, Anal Chim Acta, Fresenius J Anal Chem., J Hazard Mater, Desalination, Carbon, Appl.Surf.Sci, New Biotechnology)

## Чланство
Љубинка Рајаковић је рецензент међународних научних публикација, члан је редакционог одбора Удружења за технологију воде и санитарно инжењерство, члан експертског тима АТС-а, више година била је шеф Катедре за аналитичку хемију и контролу квалитета и члан Савета ТМФ-а. Оснивач је и руководилац Центра за технологију воде на ТМФ-у, Београд који ради од 2009.